# Мирко Кљајић Стари
Мирко Кљајић Стари (Горња Плоча, код Грачаца, 30. септембар 1912 — близина Бобара, на Псуњу, 2. април 1942), учесник Народноослободилачке борбе и народни херој Југославије.

## Биографија
Рођен је 30. септембра 1912. године у Плочи код Грачаца у Лици. Потиче из земљорадничке породице. Основну школу похађао је у селу, а после завршетка четири разреда гимназије у Госпићу родитељи су га, по наговору сеоског попа, послали да учи богословију. Међутим, убрзо је напустио богословију. Тражећи боље услове живота, родитељи су му се 1929. године преселили из Лике у Нову Градишку, где је Мирко наставио да похађа и гимназију, коју је завршио 1933. с врло добрим успехом. После тога, ванредно је студирао право и дипломирао на Правном факултету у Загребу, а затим се запослио као адвокатски приправник у Новој Градишки.
Још као младић, Мирко је почео да се занима за марксизам и материјалистичку филозофију, а затим и за комунистичке идеје. Убрзо је приступио револуционарном радничком покрету. Године 1935. примљен је у Комунистичку партију Југославије. Радио је на стварању и јачању партијских организација у Новој Градишки и по околним селима. Окупљао је око себе раднике, интелектуалце и омладину. Линију КПЈ упорно је и систематски спроводио и преко УРС-ових синдиката, лево оријентисаних организација ХСС-а, преко организације „Сељачког кола“ и „Сељачке слоге“ и у разним културним и спортским друштвима.
Године 1939. Мирко је постао секретар Котарског комитета КП Хрватске за котар Нова Градишка, а на предлог Рада Кончара, секретара Централног комитета КПХ, на Првој окружној конференцији, 23. марта 1940, био је изабран за политичког секретара Окружног комитета КПХ за округ Нова Градишка. После тога, седиште овог комитета премештено је из Пакраца у Нову Градишку. Као делегат партијске организације Нове Градишке, учествовао је на Петој земаљској конференцији КПЈ, одржаној од 19. до 23. октобра 1940. године у Загребу. Непосредно пред рат, због револуционарног рада, био је ухапшен, али је брзо пуштен због недостатка доказа.
Пошто је био мобилизован у југословенску војску, Априлски рат затекао је Мирка у Босни, одакле се, преодевен у хоџу, вратио, око 20. априла 1941, у Нову Градишку. Одмах је, у веома тешким условима илегалног рада, почео да припрема оружани устанак на подручју Нове Градишке. Успостављао је везе и припремао партијске организације и кадрове за оружану борбу. Штампао је и растурао илегалне партијске материјале. Таквим радом постао је најактивнији и најистакнутији организатор оружане борбе на подручју Псуња.
У другој половини маја 1941. године, усташе су успеле да ухапсе Мирка, заједно с већином чланова Окружног комитета. У затвору је био мучен. Да би постигли циљ и сломили га, усташе су га доводили кући и мучили пред оцем. Посматрајући та мучења, отац му је остао паралисан, али је Мирко јуначки све издржао, тако да усташе од њега нису успеле ништа да сазнају. Из Градишке је пребачен, 2. јула 1941. године, у Славонску Пожегу, где му је судио усташки преки суд, али је због помањкања доказа, те храброг и вештог држања враћен натраг у затвор, у Градишку. Издржавши сва мучења, успео је, у јесен исте године, с још два друга, да побегне из затвора и да се пребаци на Псуњ, у Псуњску партизанску групу.
Нашавши се на слободи, Мирко је наставио да ради на јачању партијских организација на подручју Псуња и повезивању свих партизанских група у Славонији, њиховом омасовљењу, стварању партизанских јединица и њиховом активирању у оружаним акцијама. У првој половини јануара 1942. постао је политички комесар Прве чете Славонског партизанског батаљона. 20. марта постављен је за политичког комесара Првог славонског батаљона Првог славонског партизанског одреда.
Погинуо је 2. априла 1942. године на Градини, изнад села Бобаре, заједно са још шест партизана, у изненадном нападу усташа на његов батаљон.
Указом председника Федеративне Народне Републике Југославије Јосипа Броза Тита, 27. новембра 1953. године, проглашен је за народног хероја.